# Mesopteryx
Mesopteryx (лат.) — род насекомых подсемейства Tenoderinae из семейства настоящих богомолов (Mantidae). Известно три вида из Юго-Восточной Азии. От близких родов отличается следующими признаками: голова уплощена дорсовентрально, её ширина значительно больше длины; средние и задние бёдра без вершинного шипа. Передние крылья не достигают конца брюшка даже у самца; задние крылья прозрачные.
- Mesopteryx alata Saussure, 1870typus — Индия, Китай, Филиппины
- Mesopteryx platycephala (Stal, 1877) — Индия, Камбоджа, Мьянма
- Mesopteryx robusta Wood-Mason, 1882 — Индия